# Quatro Rodas
Quatro Rodas é uma revista de periodicidade mensal publicada pela Editora Abril. A publicação aborda temas relacionados a automóveis e derivados da indústria automotiva. Foi a primeira revista de automóveis do mercado editorial brasileiro. A revista foi lançada em agosto de 1960. Em agosto de 2010, completou 50 anos com uma superedição de 264 páginas.
É de sua autoria a premiação anual "Os Eleitos", que ocorre em dezembro, e que premia os carros que mais satisfazem seus proprietários; e o "Melhor Compra" no mês de agosto, onde mostra os melhores modelos para se comprar em cada categoria. Ocorre no meio do ano em função do calendário de lançamentos das montadoras.
As seções da revista são: "Via Expressa", com novidades e notícias do mundo automotivo ao redor do mundo; "Top Ten", com dez exemplos 'sobre o melhor ou o pior do mundo do carro'; e 'Longa Duração', onde a revista compra um carro e o avalia por 60 mil quilômetros, examinando a resistência, durabilidade e qualidade do carro e da rede de concessionárias. É a única publicação automotiva do mundo que realiza testes deste tipo.
Hoje a revista ainda tem as seções "Segredo", onde revela os futuros lançamentos da indústria automotiva global e "Auto-serviço", que reúne dicas de manutenção, guia de carros usados, apresenta novas tecnologias e ainda engloba o "Correio técnico", onde especialistas respondem dúvidas enviadas pelos leitores, guia de compras, o "Autodefesa", onde mostra casos de defeitos em automóveis, e testes de produto.
A revista já publicou outras revistas derivadas dela, como a "Quatro Rodas Clássicos" e a "Quatro Rodas Nitro", dedicada ao mundo do tuning.
Em 2005, a Quatro Rodas realizou a primeira edição de um grande evento chamado Quatro Rodas Experience, ou QRX. Com formato inovador, permitia que qualquer pessoa com carteira de habilitação pudesse pilotar vários modelos nacionais e importados de várias categorias. No caso dos modelos mais possantes e superesportivos, o visitante podia pegar carona com um piloto profissional. O evento foi realizado até 2013.
Em 2012, a redação da revista era formada pelo redator-chefe Zeca Chaves, pelos editores Leonardo Felix, Paulo Campo Grande e Péricles Malheiros, além dos repórteres Gabriel Aguiar, Henrique Rodriguez e Rodrigo Ribeiro. Na área gráfica, trabalhavam os editores de arte Fernando Pires e Fábio Paiva. Os testes de pista eram realizados pelos pilotos de teste Eduardo Campilongo e Leonardo Barboza. [carece de fontes?]
Em 2023, o acervo digital da revista foi relançado, permitindo a consulta de todas as edições anteriores da publicação desde a primeira lançada em 1960. O material foi disponibilizado em um aplicativo oficial, compatível com dispositivos Android e iOS. Embora o acesso ao acervo seja gratuito, sua visualização completa é restrita a assinantes.

## História
Em 1960, a revista foi lançada com o objetivo de levar aos leitores informações sobre a então nascente industria automobilística brasileira. Fruto de uma iniciativa do então diretor geral e fundador da editora abril Victor Civita, passou a ter o automóvel como principal pauta das reportagens. Na primeira edição em agosto de 1960, os editores Roberto Civita e Mino Carta percorreram os 407 km da Via Dutra, a principal ligação rodoviária do pais. O primeiro teste ocorreu em agosto de 1961, um ano após o lançamento. O carro testado na ocasião foi um DKW-Vemag Belcar. O teste envolveu oito profissionais e contou com a ajuda de policiais rodoviários, que fechavam a pista por curtos períodos.
Em 1962, a chegada de Expedito Marazzi trouxe grandes mudanças: ele criou a seção 'Impressões ao Dirigir', onde os repórteres compartilham suas experiências ao conduzir os carros mais desejados. Outro profissional de destaque foi Nehemias Vassão, responsável por diversos flagrantes de segredos de carros nacionais, incluindo o VW Brasília, em que o fotógrafo Claudio Larangeira foi perseguido a tiros pelos seguranças da Volkswagen. Usando as mais variadas estratégias, Vassão registrou fotos dos futuros lançamentos da indústria automobilística. Outro colaborador foi o desenhista Orlando Mattos, que fazia ilustrações para a revista.
A partir de 1965, ocorrem grandes mudanças na linha editorial: com a chegada de Leszek Bilyk, a revista passa a ter o padrão de qualidade das principais publicações estrangeiras e realiza o 1º concurso de carros nacionais fora de série. Além de testar carros, a revista também se dedica ao turismo e às reportagens investigativas. Entre as reportagens de destaque estão duas relacionadas à emissão de documentos: em 1965, a revista publicou uma reportagem em que um motorista obteve o licenciamento de um carro roubado e circulou com ele por um mês. Outra reportagem, de 1968, mostra como um deficiente visual conseguiu uma carteira de habilitação. A matéria repercutiu na imprensa e ganhou o Prêmio Esso de Jornalismo.
Em 1969 a revista realizou a mais audaciosa iniciativa: encomendou três unidades do Puma GT. O projeto de design foi de Anísio Campos, enquanto a construção da carroceria foi de Rino Malzoni e o desenvolvimento mecânico foi de Jorge Lettry. O desenvolvimento foi acompanhado de perto pela equipe ao Iongo de nove meses.
No mesmo ano o major Silveira Martins, que coordenava os testes nas rodovias deixa o cargo para assumir a presidência da FNM.
A partir de 1970, a revista intensifica a cobertura das competições automobilísticas em especial da Fórmula 1. Em conjunto com a recém lançada Placar, o repórter Lemyr Martins passou a acompanhar as provas da categoria, com reportagens em cada edição. Na mesma época o piloto Emerson Fittipaldi se tornou colaborador da revista. Entre 1969 e 1975 fez dezenas de avaliações e escreveu artigos sobre a Formula 1.
Em 1971 foi realizado a primeira edição do concurso melhor motorista do Brasil. Os prêmios foram: um Dodge Charger para o vencedor, um Chevrolet Opala para o segundo lugar e um Ford Corcel para o terceiro lugar, sendo distribuídos entre os vencedores.
A partir de 1973 a revista dá inicio a uma das seções mais comentadas do segmento automotivo: o teste de Longa Duração, onde a revista comprava os carros, testava-os por milhares de quilômetros e, ao fim do teste, desmontava e avaliava peça por peça.
Na mesma época, vários pilotos participaram de avaliação de carros nacionais. O tricampeão Jackie Stewart testou seis carros em 1970. No ano seguinte, o fundador da Equipe Lotus, Colin Chapman, fez um comparativo ao lado de Emerson Fittipaldi e o piloto sul africano Jody Scheckter também fez testes. Anos depois, em 1984, o piloto Ayrton Senna, pouco antes de ingressar na Fórmula 1, testou 12 automóveis nacionais para a revista no autódromo de Interlagos.
Em 2000, a Quatro Rodas foi a primeira revista brasileira a realizar um crash-test com quatro modelos populares vendidos no Brasil naquele tempo: Chevrolet Corsa, Fiat Palio, Ford Fiesta e Volkswagen Gol. O teste acabou descobrindo uma falha grave no fecho do cinto de segurança do Palio, o que posteriormente motivaria a realização de um grande recall.
Devido à retração do mercado editorial brasileiro, em 2021, a revista registrou uma queda considerável nas vendas, tanto na versão impressa quanto digital. A edição impressa passou de 174.331 exemplares vendidos em 2015 para 41.727 em 2021, o que representou uma redução de cerca de 76%. A versão digital, por sua vez, vendeu 41.293 exemplares em 2015, caindo para 29.823 em 2021, o que equivale a uma diminuição de aproximadamente 28%.

## Longa Duração
Criado em maio de 1973, o teste de Longa Duração é uma seção tradicional da Quatro Rodas. A publicação compra um carro zero quilômetro e o utiliza como um consumidor comum, sem identificação, durante o período de 60 mil quilômetros. Até hoje, Quatro Rodas é a única publicação brasileira a realizar esse tipo de teste, sendo também a única no mundo a adquirir os veículos diretamente, em vez de avaliar carros cedidos pelas montadoras, como ocorre com revistas internacionais.
O objetivo do Longa Duração é avaliar a resistência, durabilidade e qualidade do carro, além dos serviços de pós-venda da rede autorizada, incluindo a disponibilidade de peças e os preços cobrados. O teste também analisa a aceitação do modelo no mercado de usados, com a realização de uma avaliação de valor de venda do veículo em concessionárias e lojas de veículos usados antes do último teste.
Antes de integrar a frota, os carros passam por uma marcação discreta de peças para garantir que todas as revisões sejam realizadas de acordo com as especificações e para evitar qualquer tratamento diferenciado. O carro é submetido a testes de pista aos 1.000 km e aos 60.000 km, com os números de desempenho, consumo, frenagem e ruído interno sendo comparados ao longo do tempo.
O processo de Longa Duração só é encerrado após o desmonte completo do veículo. Durante o desmonte, são avaliados a integridade da carroceria, o desgaste dos componentes e a condição dos sistemas do veículo, com uma análise detalhada do motor e suas peças. Eventuais falhas de projeto ou problemas nos serviços da rede de concessionárias também são identificados. O teste costuma durar, em média, 15 edições, com cada ocorrência sendo rigorosamente documentada em matérias mensais. Além disso, todos os carros passam por um diário de bordo, onde os motoristas registram problemas e observações durante o percurso. O tempo médio para que cada automóvel percorra os 60 mil quilômetros é de cerca de um ano e meio, embora, em alguns casos, a quilometragem seja atingida em um período mais curto devido ao uso intenso.
Contudo, nem sempre o Longa Duração avaliou carros por 60.000 km. Entre 1973 e 1986 durava a metade disso, 30.000 km. De 1986 a 1990, a maratona foi de 50.000 km. Apenas um carro ultrapassou essa jornada: a Volkswagen Parati 1.0 16V Turbo, de 2002, foi testada excepcionalmente por 100.000 km. O objetivo era descobrir se o motor 1.0 aguentaria a pressão extra do turbocompressor.
Até a edição de 50 anos, 121 carros já haviam passado pelo Longa Duração. Mas nem todos conseguiram completar a maratona:
- Volkswagen Voyage (1987): Foi roubado aos 22.169 km. Apenas a carcaça depenada foi encontrada 8 dias depois.

- Fiat Uno (1991): Lavagem do motor feita pela concessionária com produto ácido encerrou o teste aos 12.051 km.
- Suzuki Swift (1992): Primeiro importado do Longa Duração virou sucata após um caminhão de lixo cair sobre ele.
- VW Fusca (1994): Encerrou o teste em uma colisão com poste aos 29.384 km.
- Chevrolet Vectra GSi (1995): Roubado aos 10.000 km, recuperado 9 meses depois com mais de 40.000 km.
- Fiat Stilo (2003): Mergulhou no rio Parnaíba, no Piauí, aos 6.000 km.
- Fiat Idea (2006): O primeiro foi roubado. Compraram outro, que também foi roubado, porém encontrado. Mas o teste foi encerrado após perderem o prazo de uma revisão.
- Effa M100 (2009): Primeiro chinês da seção, teve o teste interrompido aos 42.000 km por falta de segurança.

## Galeria

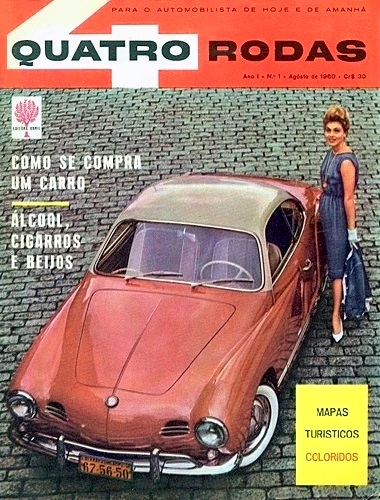
Primeira publicação da revista, em agosto de 1960.
Edição 590, em abril de 2009.